# Plecia siamensis
Plecia siamensis är en tvåvingeart som beskrevs av Hardy 1953. Plecia siamensis ingår i släktet Plecia och familjen hårmyggor.
Artens utbredningsområde är Thailand. Inga underarter finns listade i Catalogue of Life.